# ウィリアム・ホワイトロー (初代ホワイトロー子爵)
初代ホワイトロー子爵ウィリアム・スティーブン・イアン・ホワイトロー（英: William Stephen Ian Whitelaw, 1st Viscount Whitelaw, KT, CH, MC, PC, DL、1918年6月28日 - 1999年7月1日）は、イギリスの政治家、貴族。保守党の政治家として保守党政権下で閣僚職を歴任した。

## 経歴

### 前半生
1918年6月28日、地主ウィリアム・アレグザンダー・ホワイトローとその妻ヘレン・ウィニフリッド＝クミン・ラッセル(陸軍軍人フランク・ラッセル少将の娘)の一人息子として生まれる。ホワイトロー家はスコットランド・ボーダーズの地主の家系だった。
ウィンチェスター・カレッジを経てケンブリッジ大学トリニティ・カレッジを卒業。
スコットランド近衛連隊の少佐となり、第二次世界大戦に出征し、1944年にはミリタリー・クロス(MC)を受章した。
1955年から1983年までペンリス＝ザ・ボーダー選挙区から選出されて保守党の庶民院議員を務めた。
1956年には商務庁、1957年から1958年にかけては大蔵省の政務次官(Parliamentary Private Secretary)に就任。1959年から1961年にかけては与党幹事補(Assistant Government Whip)、1961年から1962年にかけては下級大蔵卿、1962年から1964年にかけては労働省政務次官を務めた。
保守党野党期の1964年から1970年にかけては野党幹事長(Opposition Chief Whip)を務めた。

### ヒース内閣
1970年にエドワード・ヒース保守党政権が発足すると庶民院院内総務・枢密院議長に就任した。彼は全閣僚の中でも首相ヒースと最も親しい閣僚だった。
北アイルランドのカトリック住民による反英運動が高まる中の1972年3月、ヒースは北アイルランドのストーモント議会を廃止してイギリス政府による直接統治を開始した。北アイルランド大臣のポストが新設され、ホワイトローがそれに就任した。6月にアイルランド共和軍(IRA)との一時停戦が実現すると、ホワイトローはジェリー・アダムズらIRA幹部と極秘の交渉を行ったが、IRAは英軍撤収の要求を譲らなかったため、合意には至らなかった。
ホワイトローは北アイルランド自治を回復するため、従来のウェストミンスター型多数派議会ではなく、プロテスタントとカトリックの権力分有による新たな議会の創設を模索し、1973年7月に改めて北アイルランド議会を設置。プロテスタントとカトリックの穏健諸政党から成るこの議会で選ばれた代表が総督の指導の下に自治を行うものとした。さらに1973年12月にイギリス政府とアイルランド政府と北アイルランド代表の間で締結されたサニングデール合意に尽力した（しかしこの協定は「紛争解決を純粋な国内問題にせず、アイルランドを紛争解決のスキームに招き入れる」として統一派の強い反発を買って挫折した）。
同じ頃、ヒース政府と全国炭鉱労働組合(NUM)の対立が深まり、1973年12月に雇用大臣に転じた。しかしホワイトローには難局を打開させることはできず、炭鉱ストも阻止できなかった。ヒースは状況の打開を目指して1974年2月に総選挙に打って出るも敗北して政権を失った。

### サッチャー内閣
1975年の保守党党首選挙の第一次選挙でヒースはマーガレット・サッチャーに敗れた。続く第二次選挙にはヒースの推薦を受けたホワイトローが出馬するも、やはりサッチャーに敗れ、サッチャーが保守党党首に就任した。党首就任後サッチャーはヒース色を薄めた党内改革に着手。ホワイトローは名目上ヒース派の領袖であったものの、温和な人柄からサッチャーと敵対することはなかった。
1979年にサッチャー内閣が誕生すると内務大臣に就任した。ホワイトローはヒースに対するのと同様にサッチャーにも忠実に仕えた。1982年のフォークランド紛争の際にもサッチャーの軍事的解決の決断を後押しした。
紛争終結後の同年7月9日、君主エリザベス2世のバッキンガム宮殿内の私室に不審者マイケル・フェーガンが侵入、起床後の女王と二人きりで相対するという重大事件が発生した。結果的に女王の命に別条はなかったものの、宮殿内のずさんな警備体制が明らかになるとともに、英王室にとっても恥さらしとなった。ホワイトローは責任を感じて辞表を提出したが、女王より慰留され、引き続き内相に留まっている。
1983年6月16日には世襲貴族のホワイトロー子爵に叙せられ、貴族院議員に転じた。1958年の一代貴族制導入以降、労働党が新規の世襲貴族叙任を行わないと宣言していたこともあって世襲貴族の叙任が大幅に減少していたため、この叙任は世間を驚かせた。貴族院議員になると内務大臣から貴族院院内総務・枢密院議長に転じた。
サッチャー政権後半になるとサッチャーの徹底した親米路線への批判が高まり、ホワイトローも反米的とまではいかなくとも親欧州的な立場をとるようになった。
1988年に脳卒中で倒れ、辞職した。

### 晩年

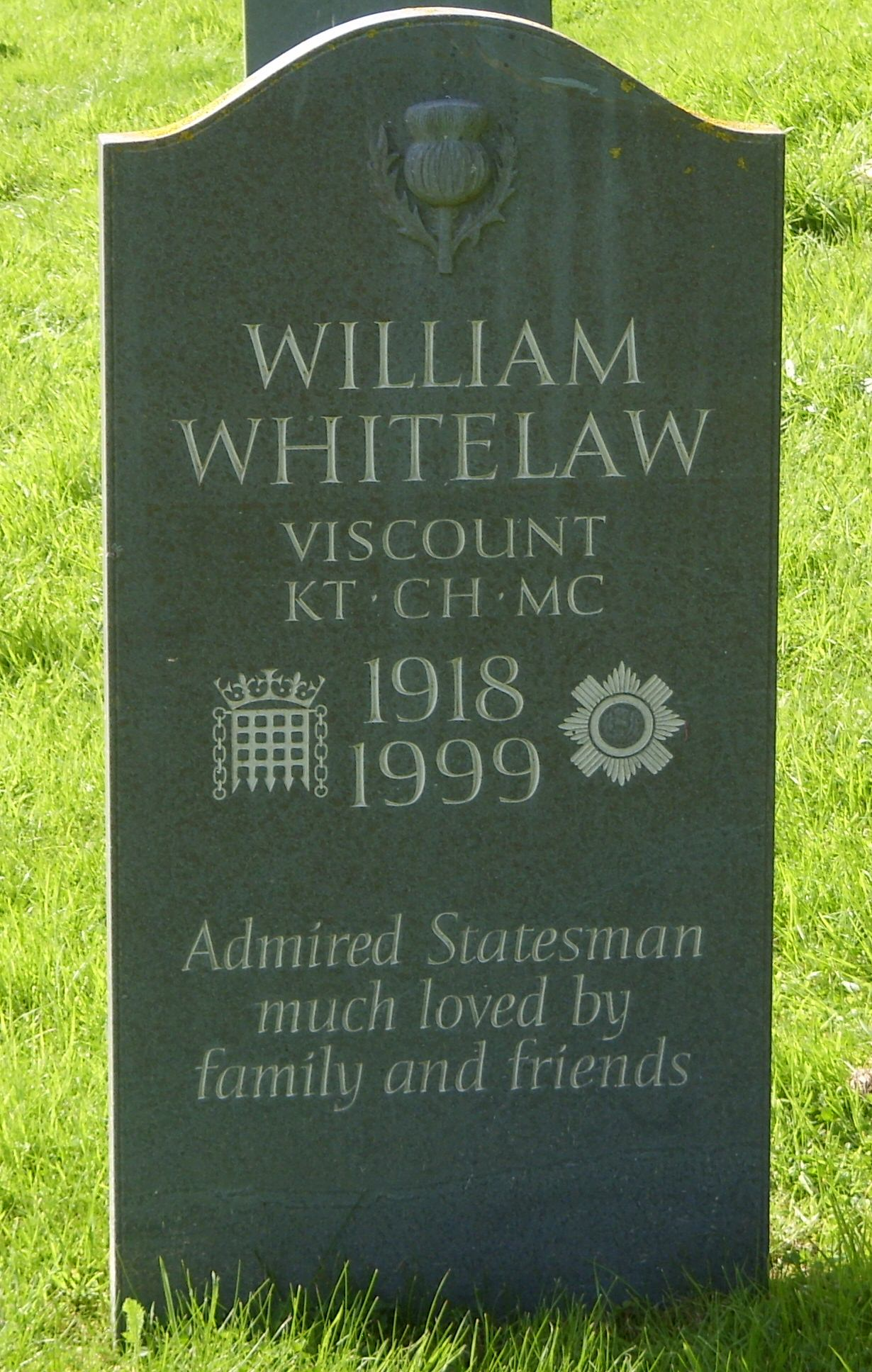
ホワイトローの墓碑。『家族と友人から愛された称賛に値する政治家』の文字が刻まれる。

1990年にシッスル勲章(KT)を受勲した。1999年7月1日に死去した。男子がなかったため、爵位は彼の死去とともに廃絶した。

## 人物・評価
- サッチャーに忠実に仕えたホワイトローであったが、彼は死刑廃止論者であり、その点で死刑残置論者だったサッチャーとは相いれない部分もあった[18]。
- ホワイトローは貴族院議員たちからの信任も厚く、サッチャーは貴族院院内総務としての彼について「彼は何か問題があると私の側にいてくれ、その経歴、人柄、党内での地位などを駆使して、私には無理な場合でも同僚議員を動かすことができた」と評している[18]。

## 栄典

### 爵位
1983年6月16日に以下の爵位を新規に叙せられた。
- カンブリア州におけるペンリス（英語版）の初代ホワイトロー子爵 (1st Viscount Whitelaw, of Penrith in the County of Cumbria)
(勅許状による連合王国貴族爵位)

### 勲章
- 1944年、ミリタリー・クロス（英語版）(MC)[1][2]
- 1974年、コンパニオン・オブ・オナー(CH)[1][2]
- 1990年、シッスル騎士団(勲章)ナイト(KT)[1][2]

## 家族

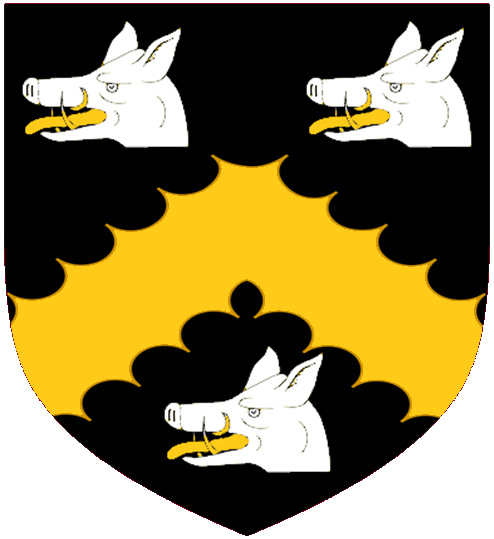
ホワイトロー家の紋章。

1943年に陸軍軍人マーク・スプロットの娘セシリア・ドリエル・スプロット(Cecilia Doriel Sprot)と結婚。彼女との間に以下の4女を儲けた。
- 長女エリザベス・スーザン・ホワイトロー(Elizabeth Susan Whitelaw, 1944-) ： 第3代スウィントン伯爵ニコラス・カンリフ＝リスター（英語版）と結婚
- 次女キャロライン・メリオラ・ホワイトロー (Carolyn Meliora Whitelaw, 1946-) ： ロバート・トマス、ついでマイケル・グレーヴス＝ジョンストンと結婚
- 三女メアリー・セシリア・ホワイトロー (Mary Cecilia Whitelaw, 1947-)：デイヴィッド・コルトマンと結婚
- 四女パメラ・ウィニフリッド・ホワイトロー (Pamela Winifred Whitelaw, 1951-)：マリーズ・グラハムと結婚